# Estronciofluorita
L'estronciofluorita (també strontiofluorita) és un mineral de la classe dels halurs, que pertany al grup de la fluorita. S'anomena així per la seva composició química.

## Característiques
La strontiofluorita és un halur de fórmula química SrF₂. Cristal·litza en el sistema isomètric. La seva duresa a l'escala de Mohs és 4.
Segons la classificació de Nickel-Strunz es troba classificada al grup 3.AB. (Halurs simples sense aigua). Comparteix grup amb els següents minerals: Fluorocronita, tolbachita, Sel·laïta, Cloromagnesita, coccinita, lawrencita, Fluorita, Frankdicksonita, scacchita, Tveitita-(Y), Gagarinita-(Y), Gagarinita-(Ce) i Polezhaevaïta-(Ce).

## Formació i jaciments
S'ha descrit només a la seva localitat tipus, la Península de Kola, a Rússia.